# Bierkowice (Basse-Silésie)
Pour les articles homonymes, voir Bierkowice.
Bierkowice est une localité polonaise de la gmina de Kłodzko, située dans le powiat de Kłodzko en voïvodie de Basse-Silésie.